# Демидовка (Смоленская область)
 Демидовка — деревня в Смоленской области России, в Смоленском районе. Население — 104 жителя (2010 год). Расположена в западной части области в 6 км к юго-западу от г. Смоленска, у автодороги А141 Орёл — Витебск на берегу реки Русановка.
Входит в состав Михновского сельского поселения. Улицы: Центральная, переулки: Полевой, Майский, Солнечный.

## История
В годы Великой Отечественной войны деревня была оккупирована гитлеровскими войсками в июле 1941 года, освобождена в сентябре 1943 года.

## Достопримечательности
Памятники археологии:
- Городище в 500 м южнее деревни на берегу реки. Использовалось первоначально племенами днепро-двинской культуры (в 1-м тысячелетии до н.э.), в V – VII веках использовалось Тушемлинскими племенами.
- Городище в 1 км к юго-западу от деревни.(?)